# Quinjet de los Vengadores
Un Quinjet es un vehículo aéreo ficticio que aparece en los cómics estadounidenses publicados por Marvel Comics. Creado por el escritor Roy Thomas y el artista John Buscema, el avión apareció por primera vez en The Avengers #61 (febrero de 1969).
El Quinjet fue diseñado por primera vez por Wakanda Design Group, encabezado por el superhéroe T'Challa/Pantera Negra.Cada uno está equipado con capacidad VTOL y cinco motores  turborreactores. Es utilizado principalmente por Los Vengadores como vehículo de transporte personal.
Los Quinjets también aparecen en películas producidas por Marvel Studios.

## Historial de publicaciones
El Quinjet apareció por primera vez en The Avengers # 61 (febrero de 1969), creado por Roy Thomas y John Buscema.Apareció en la serie Infinity Crusade de 1993. Apareció en la serie New Avengers de 2005.Apareció en la serie Empyre de 2020.

## Recepción
- En 2021, CBR.com clasificó al Quinjet en el octavo lugar en su lista de los "10 vehículos más importantes del Universo Marvel".[8]
- En 2022, CBR.com clasificó al Quinjet en el noveno lugar en su lista de los "10 vehículos más geniales de Marvel Comics".[9]

## En otros medios

### Televisión
- El Quinjet aparece en la serie animada The Avengers: Earth's Mightiest Heroes.[10][11]
- El Quinjet aparece en Avengers Assemble.[12]Esta versión es un avión estilizado más grande tipo Quinjet conocido como Avenjet y es el vehículo de transporte personal de los Vengadores.
- El Quinjet aparece en Agents of S.H.I.E.L.D..[13][14]

### Películas
- El Quinjet aparece en The Avengers (2012).[15][16]
- El Quinjet aparece en Captain America: The Winter Soldier (2014).[17][18]
- El Quinjet aparece en Avengers: Age of Ultron (2015).[19][20]
- El Quinjet aparece en Capitán América: Civil War (2016).[21][22]
- El Quinjet aparece en Thor: Ragnarok (2017).[23][24]
- El Quinjet aparece en Black Widow (2021).[25][26]

### Videojuegos
- El Quinjet aparece en Lego Marvel Vengadores.[27][28]
- El Quinjet aparece como un cosmético con temática de Los Vengadores en Fortnite.[29][30]
- El Quinjet aparece en Marvel's Avengers.[31][32]
- El Quinjet aparece en el juego de cartas coleccionables digitales Marvel Snap.[33][34]